# 陳福山
陳福山（14世紀—15世紀），福建泉州府同安縣人，明朝政治人物。

## 生平
陳福山是洪武二十六年（1393年）的舉人，二十七年（1394年）聯捷進士，獲授零陵知縣，為官清謹，上奏寬免當地徵稅千餘石，並修築堤壩，灌溉田地二百餘頃，人稱「陳公堰」；永樂四年（1406年）前往廣東主持考試，五年（1407年）入朝協助纂修《永樂大典》，後改任江山訓導，陞瀧水教諭，死後入祀鄉賢祠。

## 引用
1. 1 2  光緒《同安縣志·卷二十二》：陳福山，洪武癸酉甲戌聯第進士，令零陵奏蠲無徵稅千餘石，永樂丙戌較文廣東，丁亥徵入纂修《大典》，後改江山縣訓導，陞瀧水教諭，祀鄉賢。
2. ↑  光緒《零陵縣志·卷六·官師》：陳福山，同安進士，洪武中零陵知縣，居官清謹，修築堰塘，溉田二百餘頃，民賴其利，號曰「陳公堰」。